# Форт-Додж (Канзас)
Форт-Додж (англ. Fort Dodge) — переписна місцевість (CDP) в США, в окрузі Форд штату Канзас. Населення — 97 осіб (2020).

## Географія
Форт-Додж розташований за координатами 37°43′49″ пн. ш. 99°56′13″ зх. д. / 37.73028° пн. ш. 99.93694° зх. д. (37.730399, -99.937003).  За даними Бюро перепису населення США в 2010 році переписна місцевість мала площу 0,47 км², уся площа — суходіл.

## Демографія
Згідно з переписом 2010 року, у переписній місцевості мешкало 165 осіб у 66 домогосподарствах у складі 23 родин. Густота населення становила 348 осіб/км².  Було 98 помешкань (207/км²).
Расовий склад населення:
| - 95,2 % — білих - 1,8 % — чорних або афроамериканців - 0,6 % — корінних американців |

До двох чи більше рас належало 1,8 %. Частка іспаномовних становила 3,0 % від усіх жителів.
За віковим діапазоном населення розподілялося таким чином: 0,0 % — особи молодші 18 років, 30,9 % — особи у віці 18—64 років, 69,1 % — особи у віці 65 років та старші. Медіана віку мешканця становила 76,6 року. На 100 осіб жіночої статі у переписній місцевості припадало 358,3 чоловіків;  на 100 жінок у віці від 18 років та старших — 358,3 чоловіків також старших 18 років.
Цивільне працевлаштоване населення становило 26 осіб. Основні галузі зайнятості: освіта, охорона здоров'я та соціальна допомога — 53,8 %, мистецтво, розваги та відпочинок — 26,9 %, сільське господарство, лісництво, риболовля — 19,2 %.